# Fétigny
Fétigny (toponimo francese) è un comune svizzero di 1 044 abitanti del Canton Friburgo, nel distretto della Broye.

## Monumenti e luoghi d'interesse
- Chiesa cattolica dei Diecimila Martiri, attestata dal XIV secolo e ricostruita nel XVI secolo, nel 1755 e nel 1948[1].

## Società

### Evoluzione demografica
L'evoluzione demografica è riportata nella seguente tabella:
Abitanti censiti

## Amministrazione
Ogni famiglia originaria del luogo fa parte del comune patriziale che ha la responsabilità della manutenzione di ogni bene comune.